# Großdrebnitz

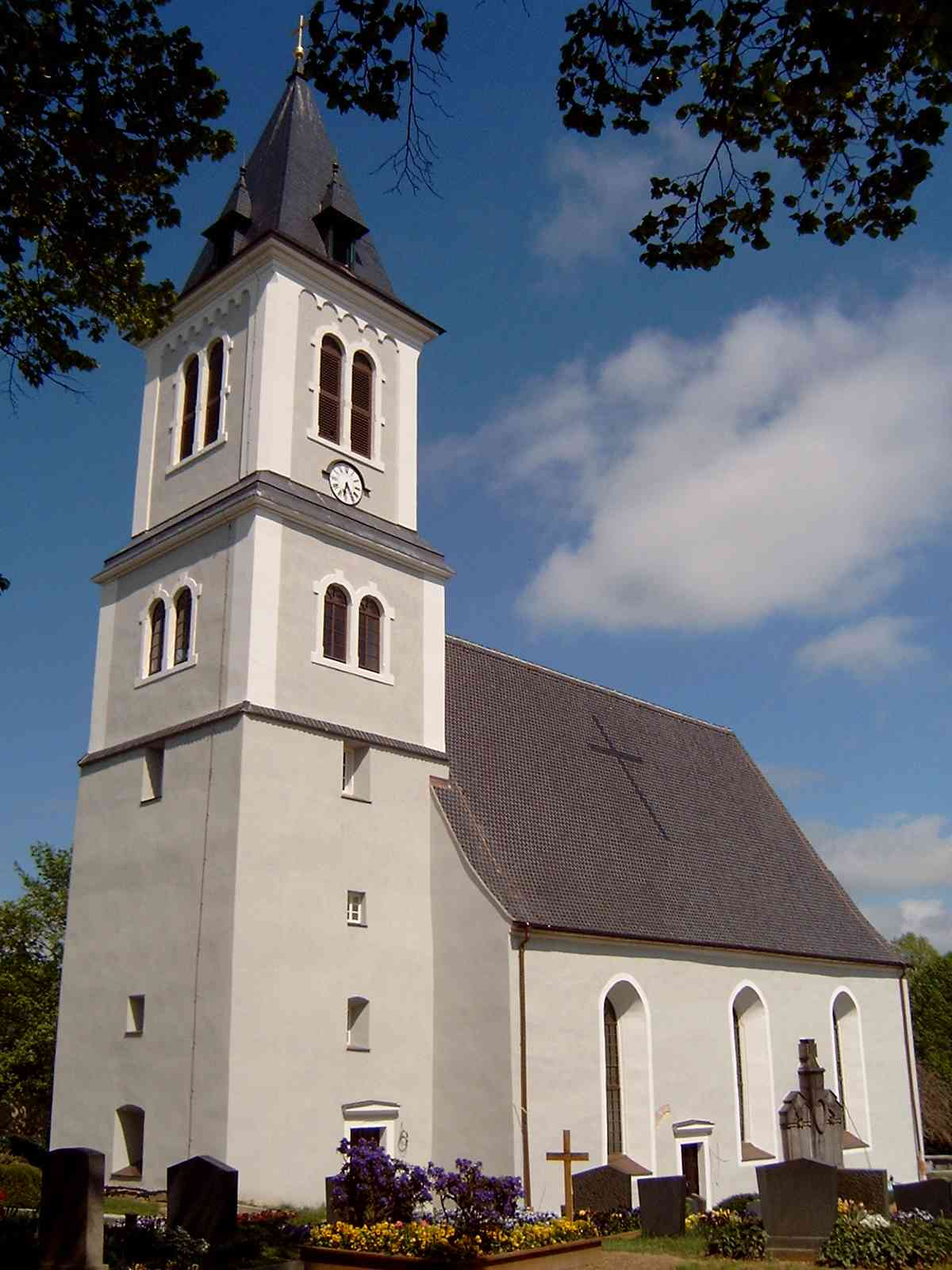
Église de Großdrebnitz

Großdrebnitz est un village de Saxe qui fait partie de la commune de Bischofswerda. Il compte 836 habitants en juin 2010.
Pendant la Campagne d'Allemagne, en 1813, le village est le lieu d'un combat où les troupes russes commandées par les généraux français émigrés Langeron et Saint-Priest ont battu les troupes napoléoniennes entre le 13 et le 17 septembre. Le général français François Basile Azemar y est mort au combat.